# Angst (Klaus-Schulze-Album)
Angst ist das siebzehnte Musikalbum des deutschen Musikers Klaus Schulze. Es wurde 1984 veröffentlicht und allein von Schulze komponiert, eingespielt und produziert. Es handelt sich um den Soundtrack zum gleichnamigen Thriller von Gerald Kargl aus dem Jahr 1983.
Eine Besonderheit ist, dass Klaus Schulze komponierte, ohne den Film vorher gesehen zu haben. Dieser wurde erst nach der Fertigstellung der Filmmusik produziert – beim Schnitt richteten sich die Editoren danach. In einem Interview mit Albrecht Piltz 2005 verriet Schulze, dass er sich nach Anschauen des Filmes nicht sicher gewesen sei, ob lieber der Mörder oder eher der Regisseur hätte verhaftet werden sollen.
Das Stück Freeze wurde zudem im Film Manhunter – Roter Drache von Michael Mann aus dem Jahr 1986 verwendet.

## Titelliste
- Geschrieben und arrangiert von Klaus Schulze.

1. Freeze – 6:36
2. Pain – 9:36
3. Memory – 4:50
4. Surrender – 8:41
5. Beyond – 10:16
6. Silent Survivor – 31:40

Das letzte Musikstück wurde bei der Wiederveröffentlichung des Albums im Jahr 2005 als Bonustitel beigefügt.
| Kritiken | Kritiken  |
| Quelle   | Bewertung |
| -------- | --------- |
| Allmusic | [ 2 ]     |